# Anolis smallwoodi
Anolis smallwoodi är en ödleart som beskrevs av  Schwartz 1964. Anolis smallwoodi ingår i släktet anolisar, och familjen Polychrotidae.

## Underarter
Arten delas in i följande underarter:
- A. s. smallwoodi
- A. s. palardis
- A. s. saxuliceps

## Bildgalleri

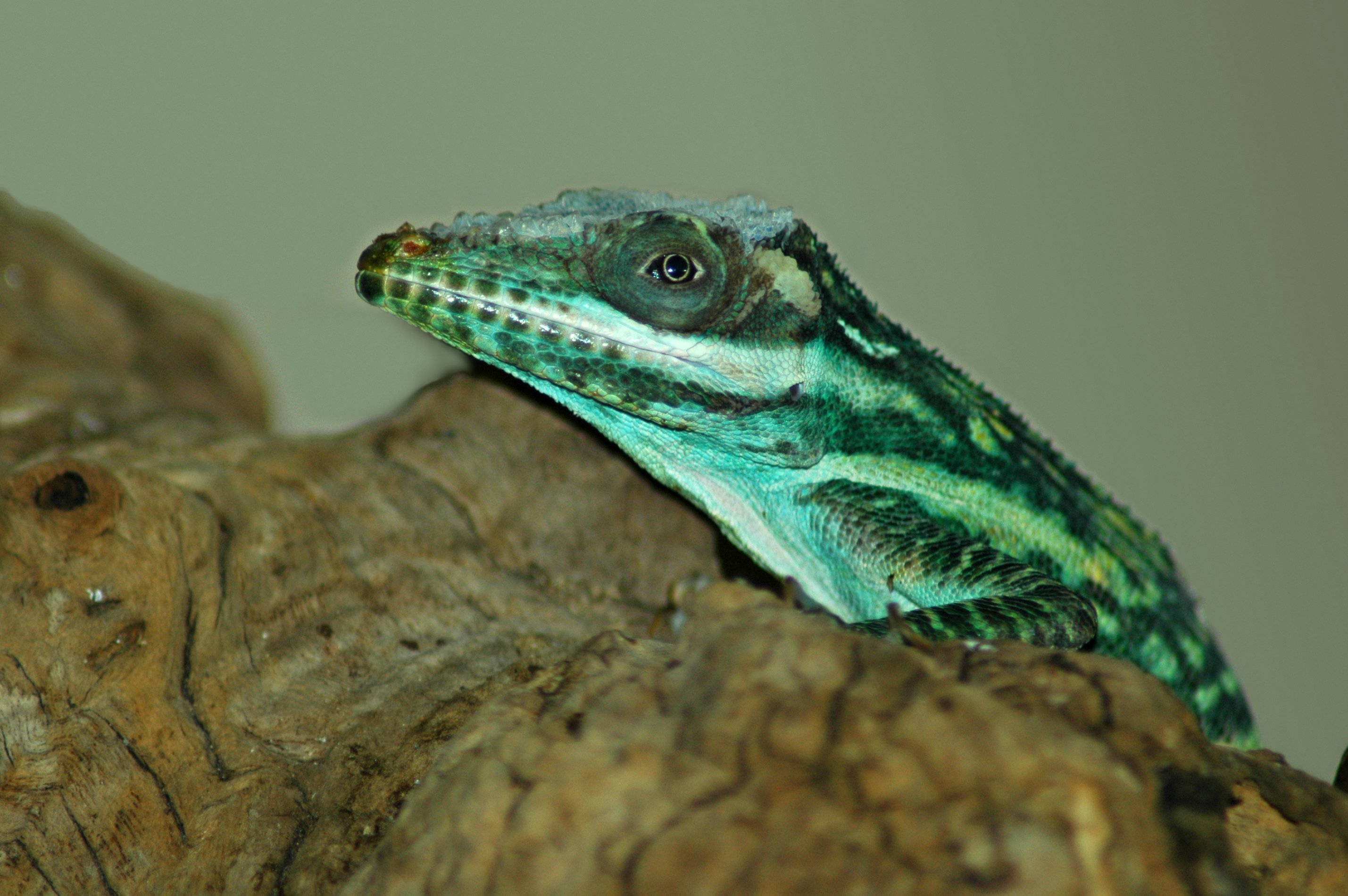
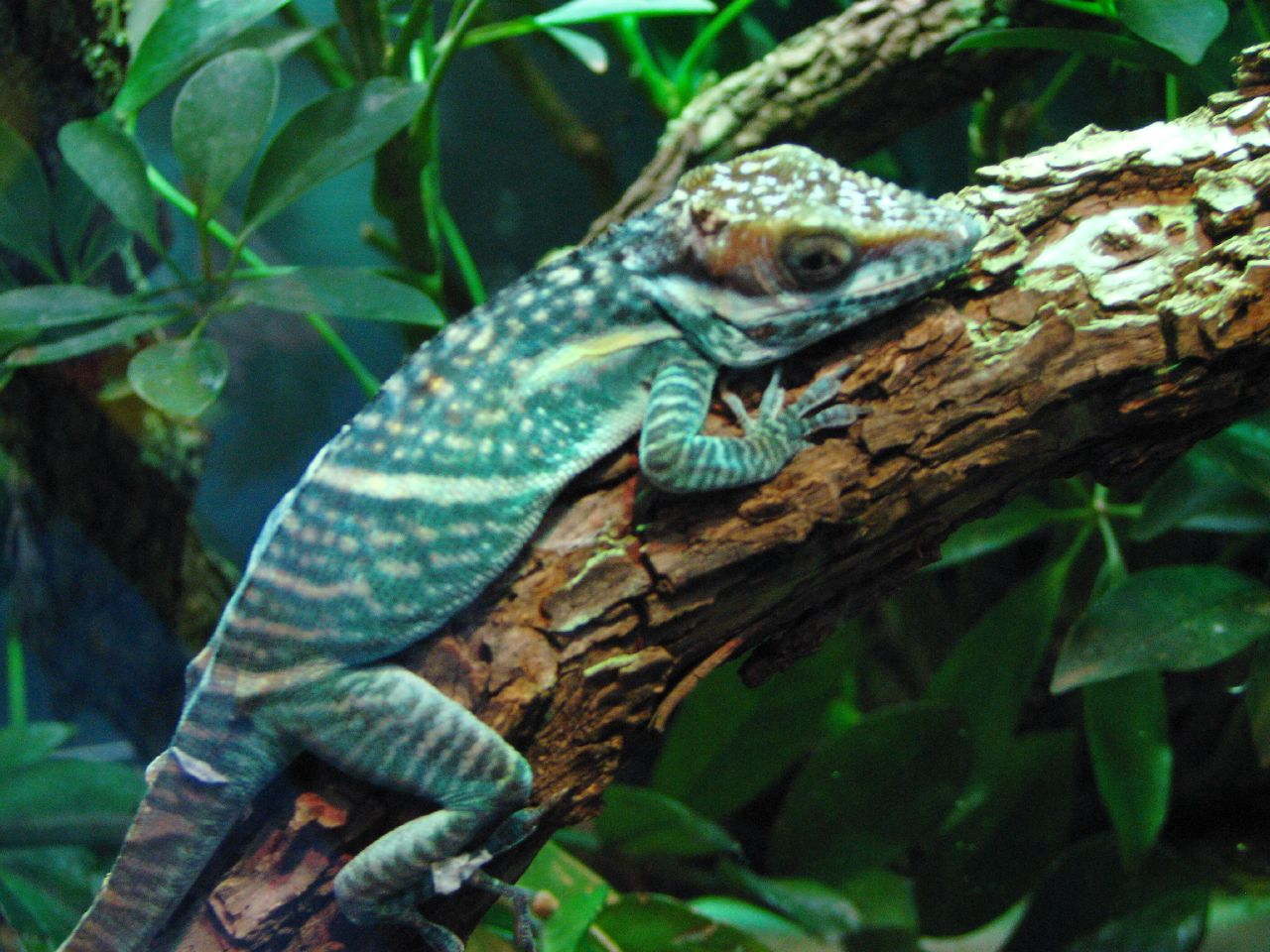
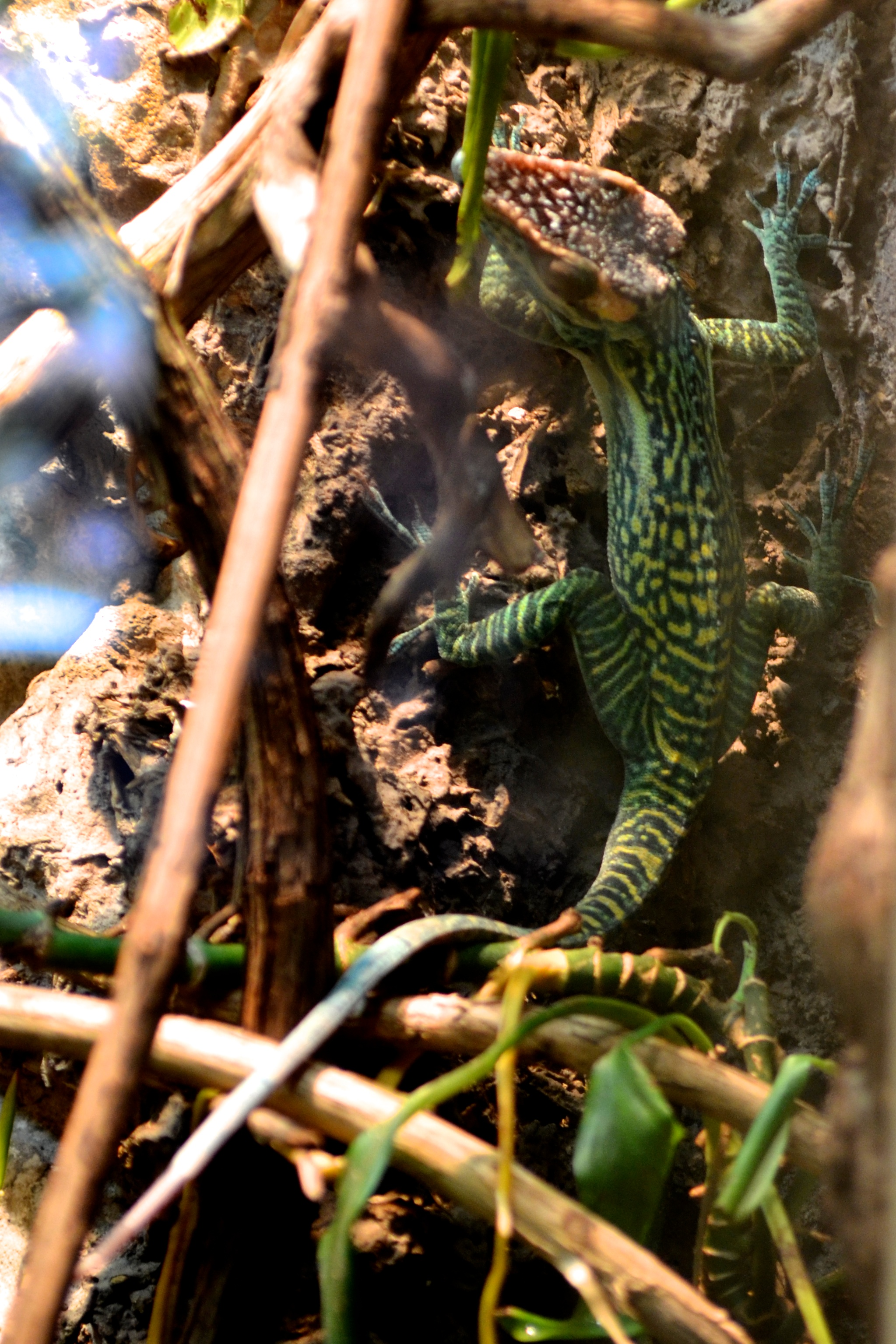
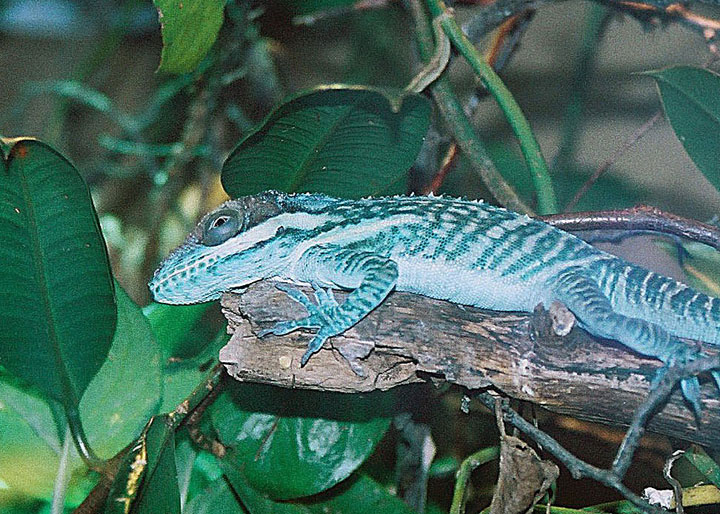
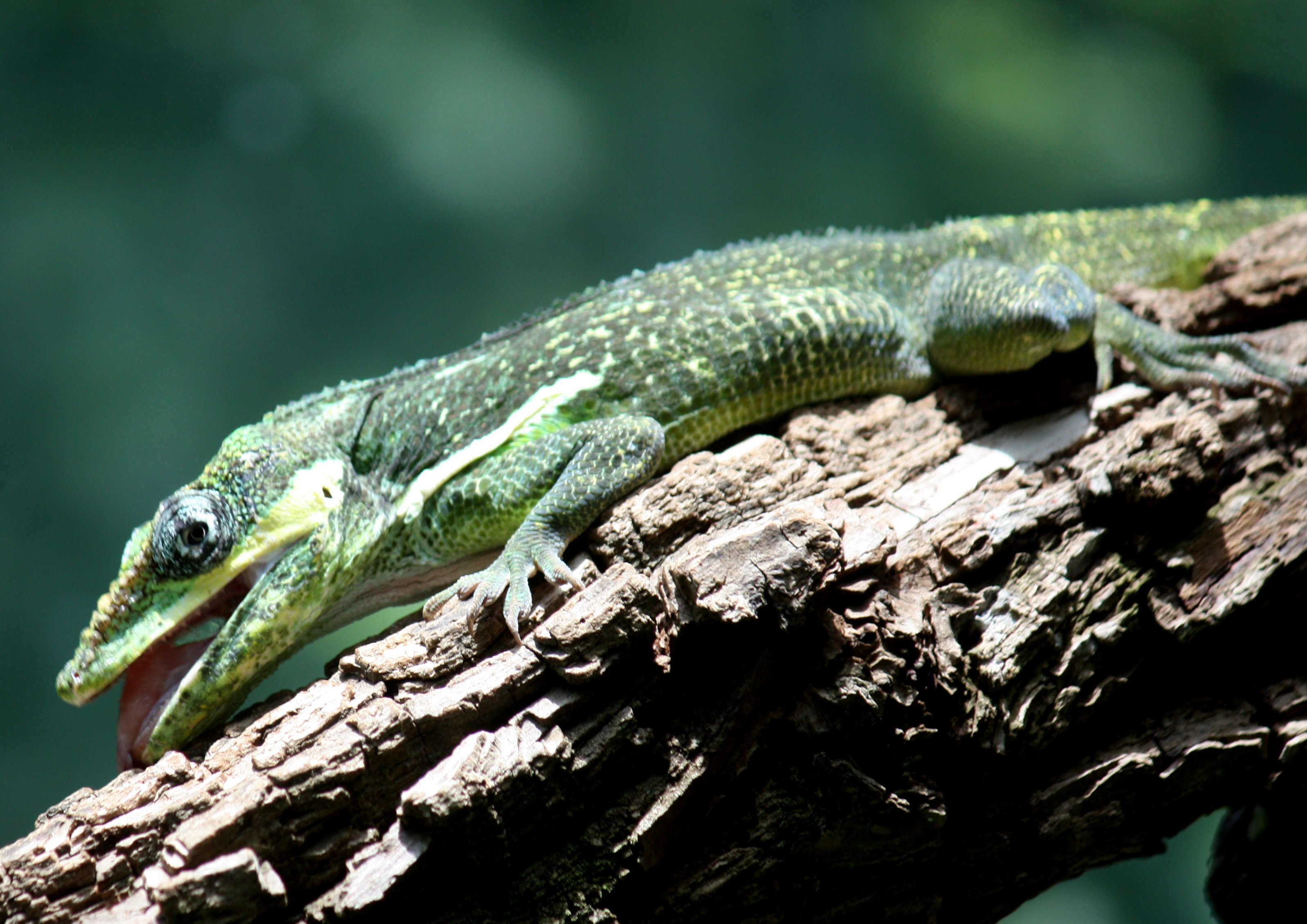
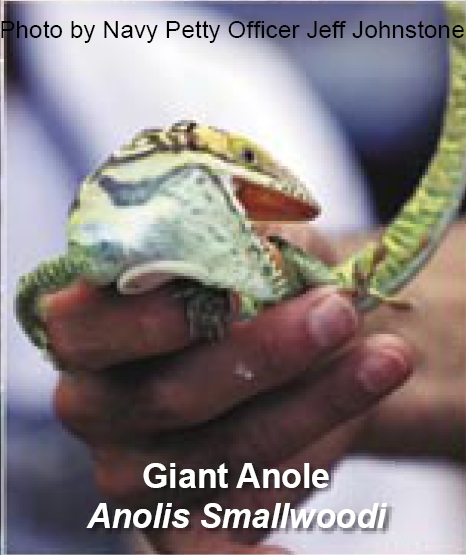